# Cornale
Cornale är en ort och frazione i kommunen Cornale e Bastida i provinsen Pavia i regionen Lombardiet i Italien. 
Cornale upphörde som kommun den 4 februari 2014 och bildade med den tidigare kommunen Bastida de' Dossi den nya kommunen Cornale e Bastida. Den tidigare kommunen hade 722 invånare (2014).